# Microcar M.Go
Microcar M.Go – model mikrosamochodu produkowany przez francuską firmę Microcar.
Marka M.Go została wprowadzona do sprzedaży w 2008 r. Zastąpiła serię modeli Microcar MC.
Samochód jest dostępny w sprzedaży w Polsce od 2010 r.

## Wersje
- M.GO S
- M.GO SX
- M.GO SXI
- M.GO Electric
- M.GO Family
- M.GO Highland
- M.GO F8
- M.GO Dynamic
- M.GO Premium